# Чашкин, Георгий Никифорович
Георгий Никифорович Ча́шкин (1913, Цареборисов, Харьковская губерния — 1985, Фрунзе) — советский хозяйственный, государственный и политический деятель.

## Биография
Родился в 1913 году в селе Красный Оскол (ныне Харьковская область, Украина). Член ВКП(б) с 1944 года.
С 1934 года — на хозяйственной, общественной и политической работе. В 1934—1975 годах — главный зоотехник, директор хозяйства, на руководящих должностях в сельском хозяйстве Киргизской ССР, начальник Управления Министерства совхозов СССР, заместитель министра совхозов Киргизской ССР, директор совхоза «Чалдыбар» Жайылского района Чуйской области, 1-й секретарь Панфиловского райкома КП Киргизской ССР, 2-й секретарь Иссык-Кульского обкома КП Киргизской ССР.
Избирался депутатом Верховного Совета Киргизской ССР.
Умер во Фрунзе в 1985 году.
- Сталинская премия второй степени (1951) — за выведение новой породы крупного рогатого скота «Алатаусская»